# Bezirk Wadowice
Bezirk Wadowice – dawny powiat (Bezirk) kraju koronnego Królestwo Galicji i Lodomerii, funkcjonujący w latach 1854–1867. Siedzibą starostwa było miasto Wadowice.

## Historia
Bezirk Wadowice utworzono w ramach reformy uwłaszczeniowej z okresu Wiosny Ludów (1848–1849), która likwidowała jurysdykcję właściciela ziemskiego nad poddanymi. W Galicji, dominium – jako podstawowa jednostka administracyjna i filar systemu feudalnego straciło rację bytu. Konieczne stało się zatem wprowadzenie nowego systemu administracyjnego, którego zręby powstały w latach 1851–1855. Nowy trójstopniowy podział administracyjny objął 21 cyrkułów (niem. Kreise), 179 małych powiatów (niem. Bezirke) i ponad 6000 gmin (niem. Gemeinde). 
Bezirk Wadowice objął obszar o wielkości 4,2 mil², zamieszkany przez 22.573 ludzi i podzielony na 36 gmin katastralnych, w tym miasto Wadowice. Wszedł w skład cyrkułu wadowickiego, jako jeden z jego trzynastu powiatów ziemskich. 1 maja 1860 zniesiono cyrkuł wadowicki, a jego cały obszar włączono do cyrkułu krakowskiego.
Po nadaniu Galicji autonomii oraz powołaniu samorządu gminnego i powiatowego w 1865 zlikwidowano cyrkuły (Kreise). Dotychczasowe małe powiaty (Bezirke) w liczbie 179, utrzymały się do 1867 roku, kiedy to w następstwie kolejnej reformy administracyjnej (23 stycznia 1867) zostały zastąpione przez 74 większe powiaty. Jednym z tych nowych powiatów był powiat wadowicki, w skład którego wszedł m.in. w całości zniesiony Bezirk Wadowice. 1 lipca 1910 dziewięć gmin z dawnego Bezirk Wadowice weszło w skład nowo utworzonego powiatu oświęcimskiego.

## Podział administracyjny (1854)
| Lp. | Gmina jednostkowa                                     | Powierzchnia | Ludność | Powiat w 1867 po zniesieniu |
| --- | ----------------------------------------------------- | ------------ | ------- | --------------------------- |
| 1   | Wadowice (M)                                          | 1730         | 3086    | wadowicki                   |
| 2   | Barwałd Średni                                        | 1560         | 869     | wadowicki                   |
| 3   | Barwałd Dolny                                         | 870          | 484     | wadowicki                   |
| 4   | Klecza Górna                                          | 950          | 401     | wadowicki                   |
| 5   | Gorzeń Górny                                          | 620          | 153     | wadowicki                   |
| 6   | Gorzeń Dolny z Mikołajem                              | 620          | 306     | wadowicki                   |
| 7   | Jaroszowice z Zaskawiem                               | 1452         | 603     | wadowicki                   |
| 8   | Jaszczurowa                                           | 2085         | 468     | wadowicki                   |
| 9   | Jamnik                                                | 2085         | 127     | wadowicki                   |
| 10  | Mucharz                                               | 980          | 517     | wadowicki                   |
| 11  | Klecza Dolna i Średnia                                | 1867         | 737     | wadowicki                   |
| 12  | Chrząstowice                                          | 635          | 274     | wadowicki                   |
| 13  | Kossowa                                               | 530          | 373     | wadowicki                   |
| 14  | Łękawica ad Kalwaria z Ostałową, Brańkówką i Zagórzem | 2580         | 1001    | wadowicki                   |
| 15  | Lgota                                                 | 1374         | 473     | wadowicki                   |
| 16  | Radocza z Radoczą Górną                               | 1669         | 790     | wadowicki                   |
| 17  | Babica                                                | 987          | 429     | wadowicki                   |
| 18  | Roków                                                 | 331          | 143     | wadowicki                   |
| 19  | Chocznia                                              | 3558         | 2003    | wadowicki                   |
| 20  | Półwieś                                               | 725          | 393     | wadowicki                   |
| 21  | Ryczów                                                | 1545         | 1125    | wadowicki                   |
| 22  | Lipowa                                                | 200          | 148     | wadowicki                   |
| 23  | Woźniki                                               | 997          | 518     | wadowicki                   |
| 24  | Zygodowice                                            | 730          | 319     | wadowicki                   |
| 25  | Skawce                                                | 557          | 258     | wadowicki                   |
| 26  | Bachowice                                             | 2385         | 1004    | wadowicki                   |
| 27  | Grodzisko                                             | 363          | 225     | wadowicki                   |
| 28  | Miejsce                                               | 530          | 189     | wadowicki                   |
| 29  | Spytkowice ad Zator                                   | 3470         | 1802    | wadowicki                   |
| 30  | Świnna-Poręba                                         | 678          | 280     | wadowicki                   |
| 31  | Tłuczań Górny                                         | 1817         | 448     | wadowicki                   |
| 32  | Tłuczań Dolny                                         | 1817         | 409     | wadowicki                   |
| 33  | Tomice                                                | 1323         | 501     | wadowicki                   |
| 34  | Łączany                                               | 650          | 381     | wadowicki                   |
| 35  | Witanowice                                            | 1647         | 642     | wadowicki                   |
| 36  | Zawadka                                               | 607          | 534     | wadowicki                   |

Objaśnienie:
(M) = miasto; (m) = miasteczko